# Max Görtz
Max Görtz, född 28 januari 1993, är en svensk ishockeyspelare från Höör. Han spelar för KalPa i FM-ligan. Han har tidigare spelat för Färjestad BK och Malmö Redhawks. Görtz blev draftad av Nashville Predators i den sjätte rundan i 2012 års draft som nummer 172 totalt.